# Тагмерсхајм
Тагмерсхајм (њем. Tagmersheim) општина је у њемачкој савезној држави Баварска. Једно је од 43 општинска средишта округа Донау-Рис. Према процјени из 2010. у општини је живјело 1.039 становника. Посједује регионалну шифру (AGS) 9779217.

## Географски и демографски подаци
Тагмерсхајм се налази у савезној држави Баварска у округу Донау-Рис. Општина се налази на надморској висини од 500 метара. Површина општине износи 16,0 km². У самом мјесту је, према процјени из 2010. године, живјело 1.039 становника. Просјечна густина становништва износи 65 становника/km².